# Thitena
Genre
Thitena est un genre d'insectes diptères brachycères de la famille des Canacidae.

## Liste d'espèces
Selon BioLib (25 avril 2019) :
- Thitena cadaverina Munari, 2004 - espèce type

## Publication originale
- (en) Lorenzo Munari, « Beach flies (Diptera: Tethinidae: Tethininae) from Australia and Papua New Guinea, with descriptions of two new genera and ten new species », Records of the Australian Museum, Sydney, Australian Museum et Shane F. McEvey (d), vol. 56, no 1,‎ 7 avril 2004, p. 29-56 (ISSN 0067-1975 et 2201-4349, OCLC 1385608, DOI 10.3853/J.0067-1975.56.2004.1395, lire en ligne).